# Neofuscelia
Neofuscelia Essl. (brunka) – rodzaj grzybów z rodziny tarczownicowatych (Parmeliaceae). Ze względu na współżycie z glonami zaliczany jest do grupy porostów.
W klasyfikacji Index Fungorum w 2022 r. rodzaj ten jest synonimem rodzaju Xanthoparmelia.

## Systematyka i nazewnictwo
Pozycja w klasyfikacji według Index Fungorum: Parmeliaceae, Lecanorales, Lecanoromycetidae, Lecanoromycetes, Pezizomycotina, Ascomycota, Fungi.
Nazwa polska według W. Fałtynowicza.
Większość gatunków zaliczanych do rodzaju Neofuscelia zostało przeniesionych do rodzaju Xanthoparmelia.

## Niektóre gatunki
- Neofuscelia adamantea (Brusse) Elix 1997[4]
- Neofuscelia delisei (Duby) Essl. 1978 – brunka Delisa

Nazwy naukowe na podstawie Index Fungorum. Nazwa polska według W. Fałtynowicza.